# Verchinino (oblast d'Arkhangelsk)
Verchinino (en russe : Вершинино), est un hameau du raïon de Plessetsk, dans l'oblast d'Arkhangelsk en Russie. Situé sur les rives du lac Kenozero, il est le centre administratif du parc national de Kenozero. Sa population s'élevait à 192 habitants en 2012, et ce fut dans les alentours du hameau que fut tourné Les Nuits blanches du facteur, récompensé par le Lion d'argent du meilleur réalisateur à la 71e édition de la Mostra de Venise.

## Géographie
Le hameau de Verchinino se situe dans le sud-ouest de l'oblast d'Arkhangelsk, région du nord européen de la Russie. Le hameau, qui fait partie du district fédéral du Nord-Ouest, se situe à 703 km au nord de Moscou, à 298 km au sud-ouest d'Arkhangelsk, la capitale du sujet, et à 129 km à l'ouest Plessetsk, le centre administratif du raïon de Plessetsk dont le hameau fait partie.
Géographiquement, le hameau, qui se situe dans le nord de la Russie européenne, se trouve dans une région couverte de collines et de vastes plaines où la taïga scandinave et russe prédomine.
Le hameau est confiné sur une péninsule du lac Kenozero. Il est bordé par le lac à la fois au nord et au sud, tandis qu'à l'ouest du hameau se trouve la fin de la péninsule, occupé par le hameau de Pogost. Le rivage sud s'ouvre sur la partie du lac centrale, où il y a le moins d'îlots et de péninsules venant entrecouper l'étendue d'eau. La superficie totale du hameau, avec des territoires tels que des îlots, est de 38 hectares.
À l'est et au nord-est du hameau, sur les débuts de la péninsule, se trouvent les hameaux voisins de Chichkina et de Karpova. De l'autre côte du bras d'eau du nord-ouest se trouve le hameau de Zakharova.
La route régionale la plus proche est la 11K-688, qui va de Potcha (au nord d'Oust-Potcha) à Koniovo, où passe la route fédérale A215 allant de la M8 par Plessetsk jusqu'à Kargopol. La 11K-688 est connectée au hameau par une piste traversant d'abord Chichkina.
| Lac Kenozero | Zakharova    | Karpova      |
| Pogost       | Verchinino   | Chichkina    |
| Lac Kenozero | Lac Kenozero | Lac Kenozero |

## Histoire
Déjà entre le XIe et le XVIe siècle, le lac Kenozero était une artère de transport, utilisé d'abord par les Novgorodiens (les Pomors) puis vers la mer Blanche. Il est possible que la zone autour du lac ait été peuplé dès ce moment-là.
Au XIXe siècle, le hameau était le centre administratif du volost de Verchinino (ru) au sein de l'ouïezd de Poudoj dans le gouvernement d'Olonets.
En 1873, la population du hameau était de 96 habitants, avec 54 hommes et 63 femmes. En 1905, la population avait augmenté à 133 habitants, avec 63 hommes et 70 femmes. En ce début de siècle, 60 hommes étaient paysans, et il y avait une petite école dans le hameau. L'agriculture était la principale activité, avec en plus des cultures de l'élevage. En 1905, il y avait ainsi 30 vaches, 25 chevaux, et 55 autres animaux d'élevage.

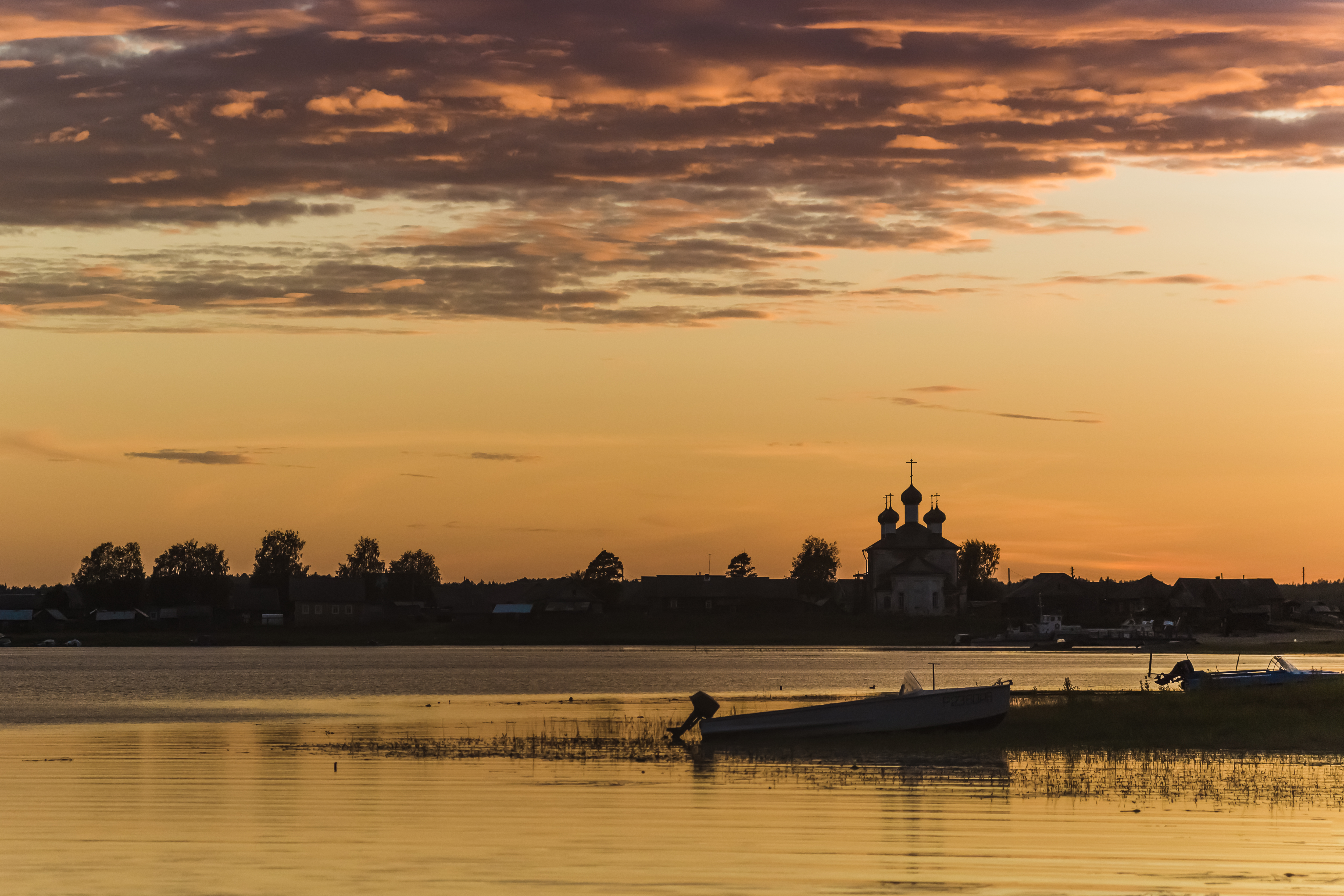
Vue de Verchinino avec l'église de l'Assomption depuis le lac au couchant.

En 1927, le volost fut dissout, et remplacé deux ans plus tard par le raïon de Plessetsk, qui a englobé le hameau , avec comme chef-lieu Plessetsk. En 1937, ce raïon fut intégré au nouvellement créé oblast d'Arkhangelsk.
En 1991, le parc national de Kenozero fut créé, avec comme siège administratif le hameau de Verchinino. Le hameau accueille ainsi de temps en temps des évènements culturels, et en 2011 eut lieu une célébration pour le 20e anniversaire du parc.
Le réalisateur russe Andreï Kontchalovski tourna son film Les Nuits blanches du facteur, dans les alentours du lac Kenozero, y compris à Verchinino, qu'il présenta à la 71e édition de la Mostra de Venise. Pour ce film, il reçut le Lion d'argent du meilleur réalisateur.
En 2016 fut ouvert un musée consacré à la culture et à l'histoire locale dans le hameau.

## Démographie
Recensements (*) et estimations de la population,,,:
| 1873 | 1905 | 2002 * | 2010* |
| ---- | ---- | ------ | ----- |
| 96   | 133  | 204    | 182   |

| 2012 | - | - | - |
| ---- | - | - | - |
| 192  | - | - | - |

## Patrimoine
La localité possède deux monuments répertoriés aux objets patrimoniaux culturels de Russie, tous les deux d'importance régionale, ainsi qu'un monument architectural. Ces monuments, qui sont pour les trois des lieux de cultes, reflètent le patrimoine de la région, caractérisé par son architecture en bois souvent à des fins religieuses. Le premier est la chapelle Saint-Nicolas, construite à la fin du XVIIIe siècle, le second est l'église de l'Assomption, dont le bâtiment actuel remonte à la fin du XIXe siècle, et le troisième est une chapelle annexe de l'église de l'Assomption.
Outre les monuments, le hameau dispose depuis 2016 d'un musée créé dans une ancienne maison paysanne. Le musée retrace l'histoire du lac, des croyances régionales avant l'arrivée du christianisme dans la région. Deux autres musées, plus petits, exposent pour l'un les outils agricoles qui étaient autrefois utilisés, et pour l'autre de la poterie, de la forge et de la menuiserie,.

## Galerie

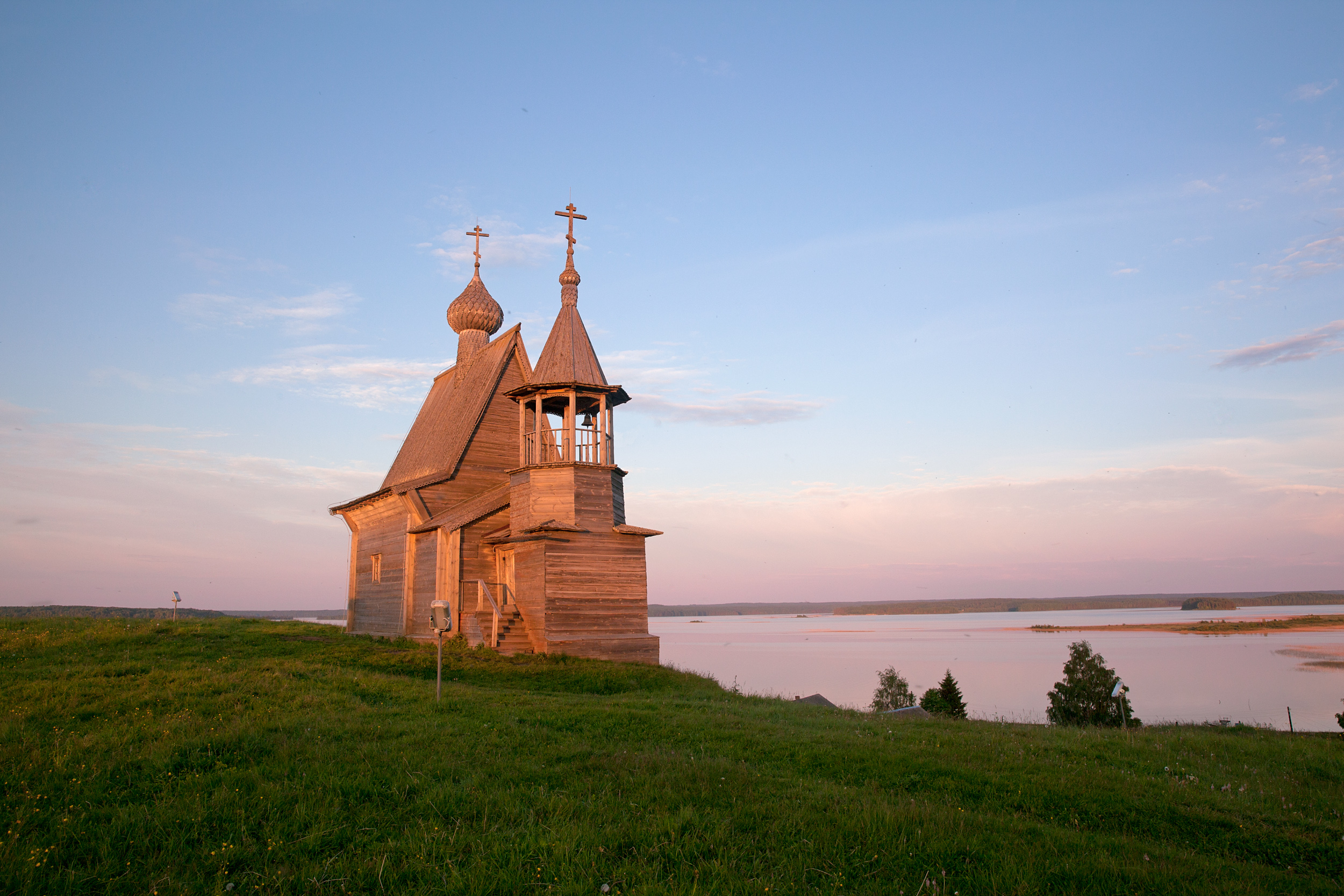
La chapelle avec en arrière-plan le lac Kenozero.
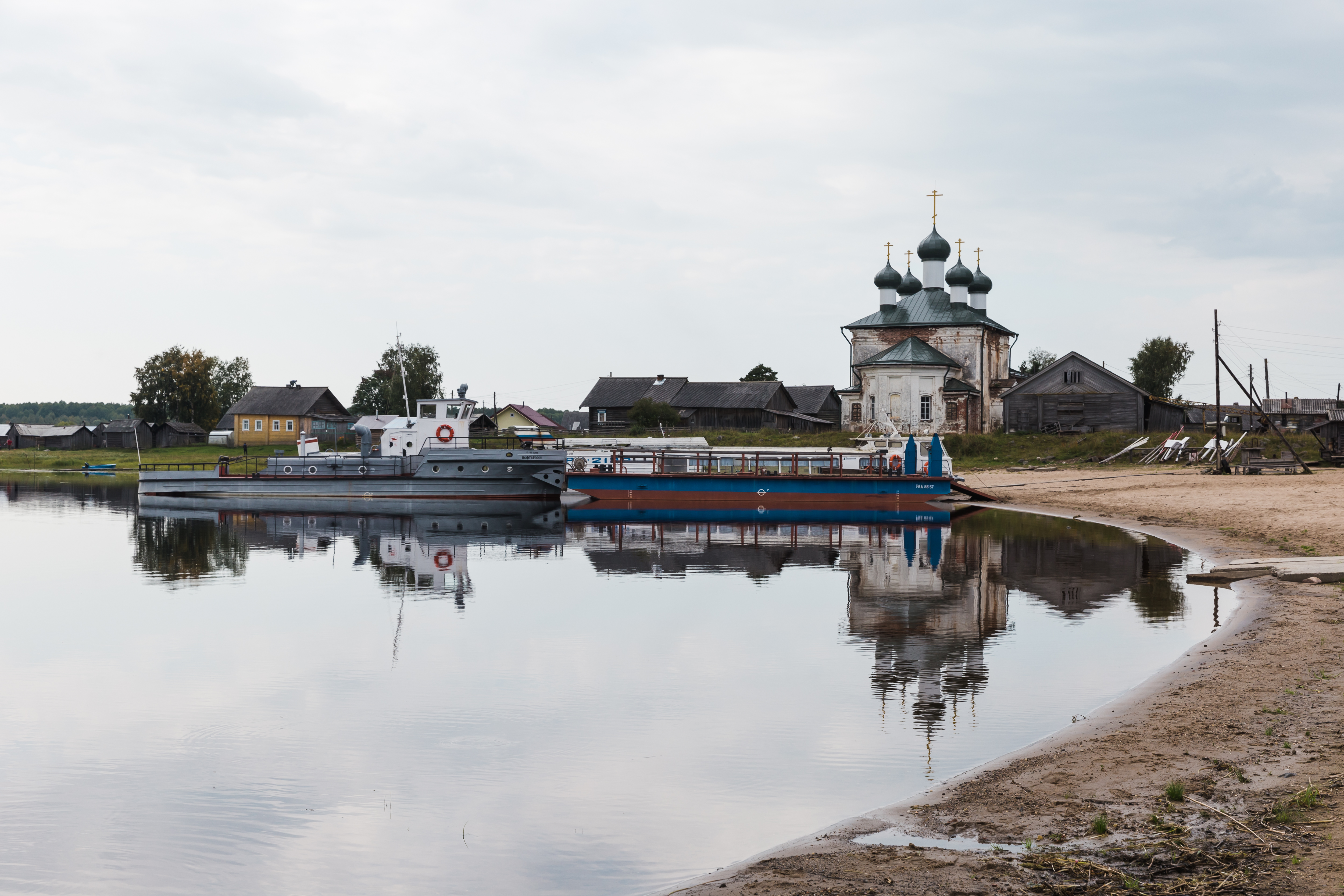
Bateau sur le rivage avec l'église de l'Assomption restauré.
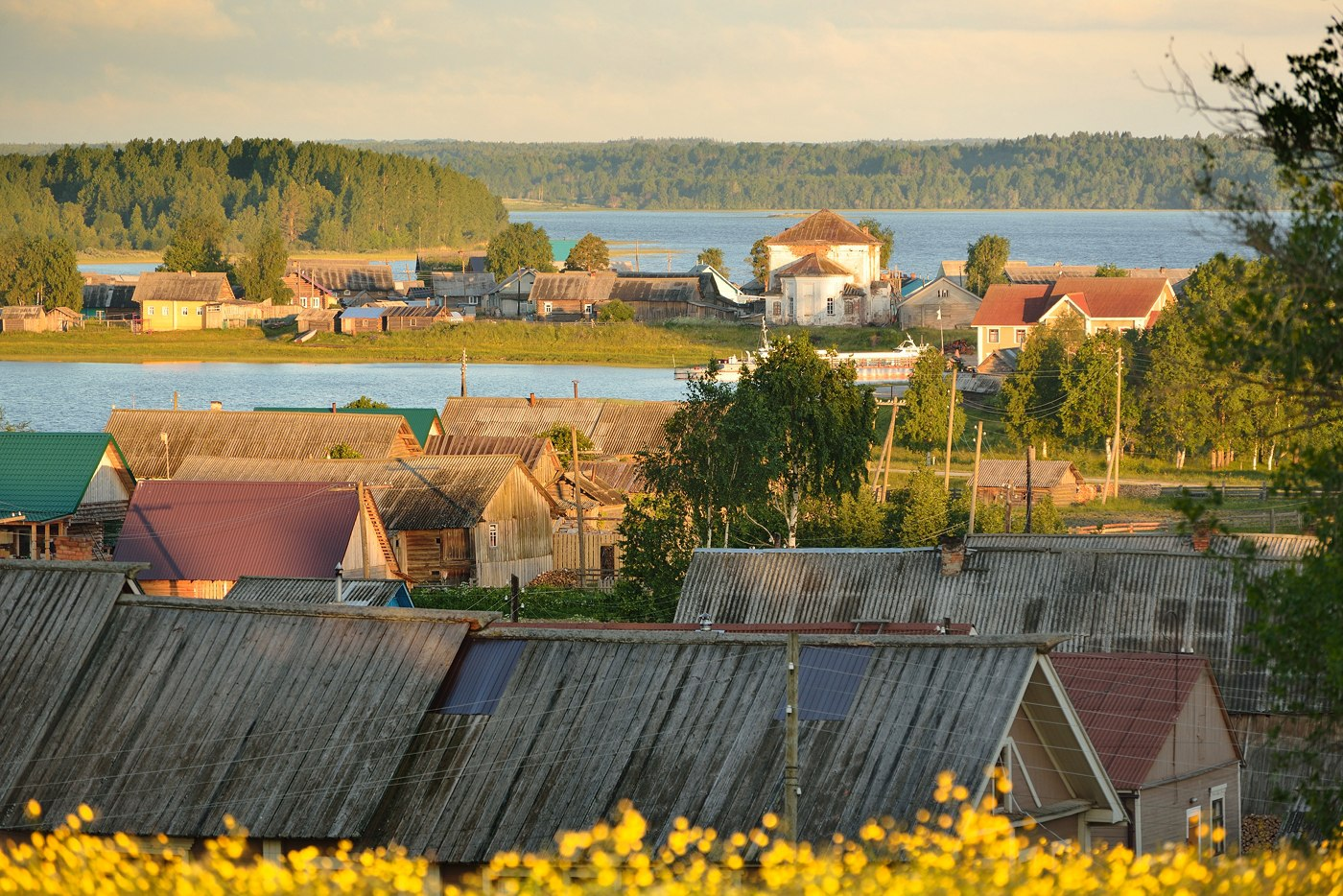
Vue de Verchinino depuis la colline de la chapelle.
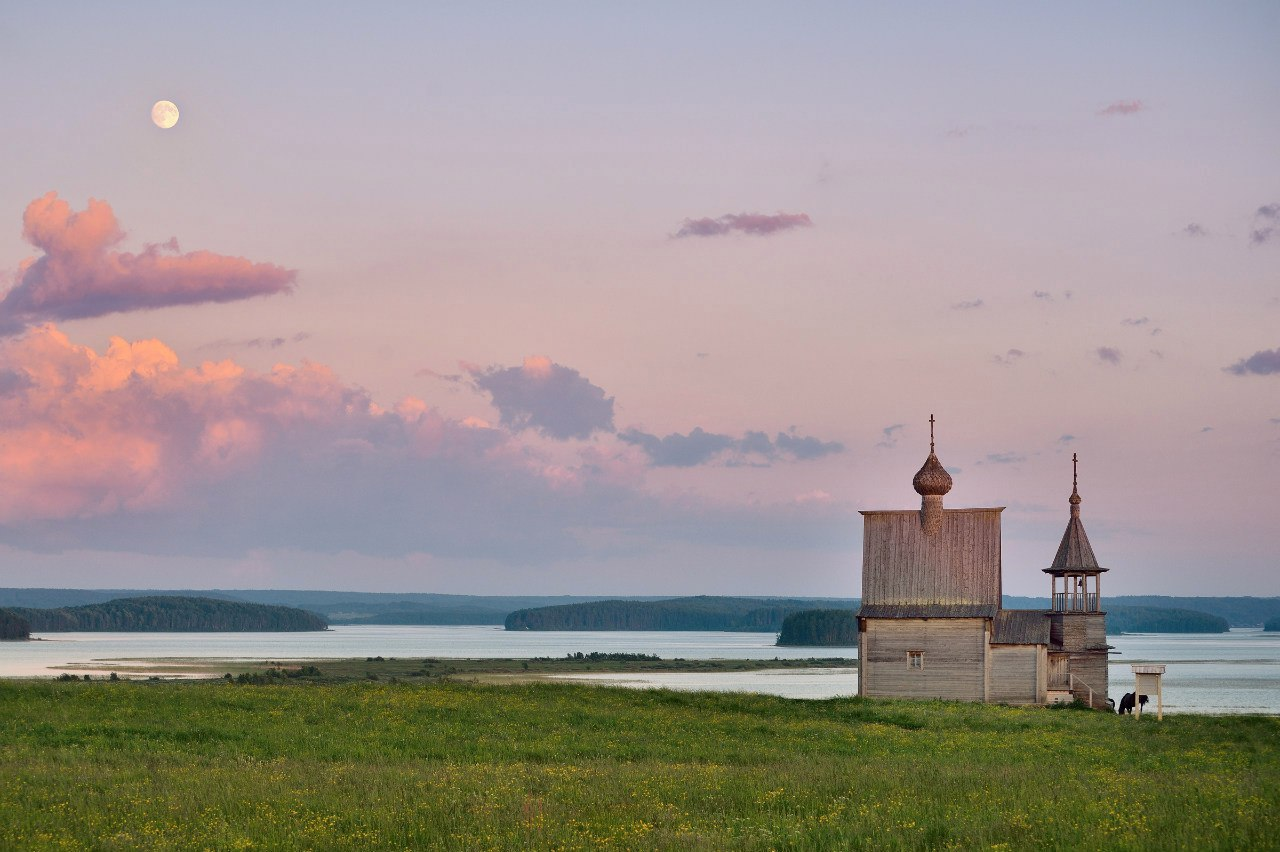
La chapelle en plein été avec le lac.